# Robert Nicolaï
Robert Nicolaï (* 5. Februar 1945 in Toulon) ist ein französischer Professor für Linguistik und ein international angesehener Spezialist für afrikanische Sprachen, vor allem für Songhai-Sprachen. Er lehrt an der Universität Nizza Sophia-Antipolis. Nicolaï ist Gründer und Co-Chefredakteur des Journal of Language Contact.
Nach mehreren Jahren in Niger, wo er 1975 den Fachbereich Linguistik der Abdou-Moumouni-Universität Niamey gründete, leitete er von 1984 bis 1988 das „Institut für interethnische und interkulturelle Studien“ (Institut d’études et de recherches interethniques et interculturelles) an der Universität Nizza. Seit 1988 gehört er in verschiedenen Funktionen dem Centre national de la recherche scientifique (CNRS) an. Er war Gast an den Universitäten Frankfurt am Main (1997–1998) und Wien (2004–2005) sowie am Max-Planck-Institut für evolutionäre Anthropologie in Leipzig 2005.

## Ehrungen
1997 wurde Nicolaï mit dem Forschungspreis der Alexander von Humboldt-Stiftung ausgezeichnet (Gay-Lussac-Humboldt-Preis) und 2004 in das Institut universitaire de France berufen.